# Малосалаирское сельское поселение
Малосалаирское се́льское поселе́ние — упразднённое муниципальное образование в составе Гурьевского района Кемеровской области. Административный центр — село Малая Салаирка.

## История
Малосалаирское сельское поселение образовано 17 декабря 2004 года в соответствии с Законом Кемеровской области № 104-ОЗ.

## Население
| 2010  | 2011  | 2012  | 2013  | 2014  | 2015  | 2016  |
| ----- | ----- | ----- | ----- | ----- | ----- | ----- |
| 1336  | ↗1339 | ↘1326 | ↘1317 | ↘1273 | ↘1253 | ↘1242 |
| 2017  | 2018  | 2019  |       |       |       |       |
| ↘1237 | ↘1205 | ↘1182 |       |       |       |       |

## Состав сельского поселения
В состав сельского поселения входит 1 населённый пункт:
| № | Населённый пункт | Тип населённого пункта       | Население |
| - | ---------------- | ---------------------------- | --------- |
| 1 | Малая Салаирка   | село, административный центр | ↘1182     |